# 徐宝璜
徐宝璜（1894年5月24日—1930年6月1日），字伯轩，江西九江人。中国早期新闻教育家、新闻学者。

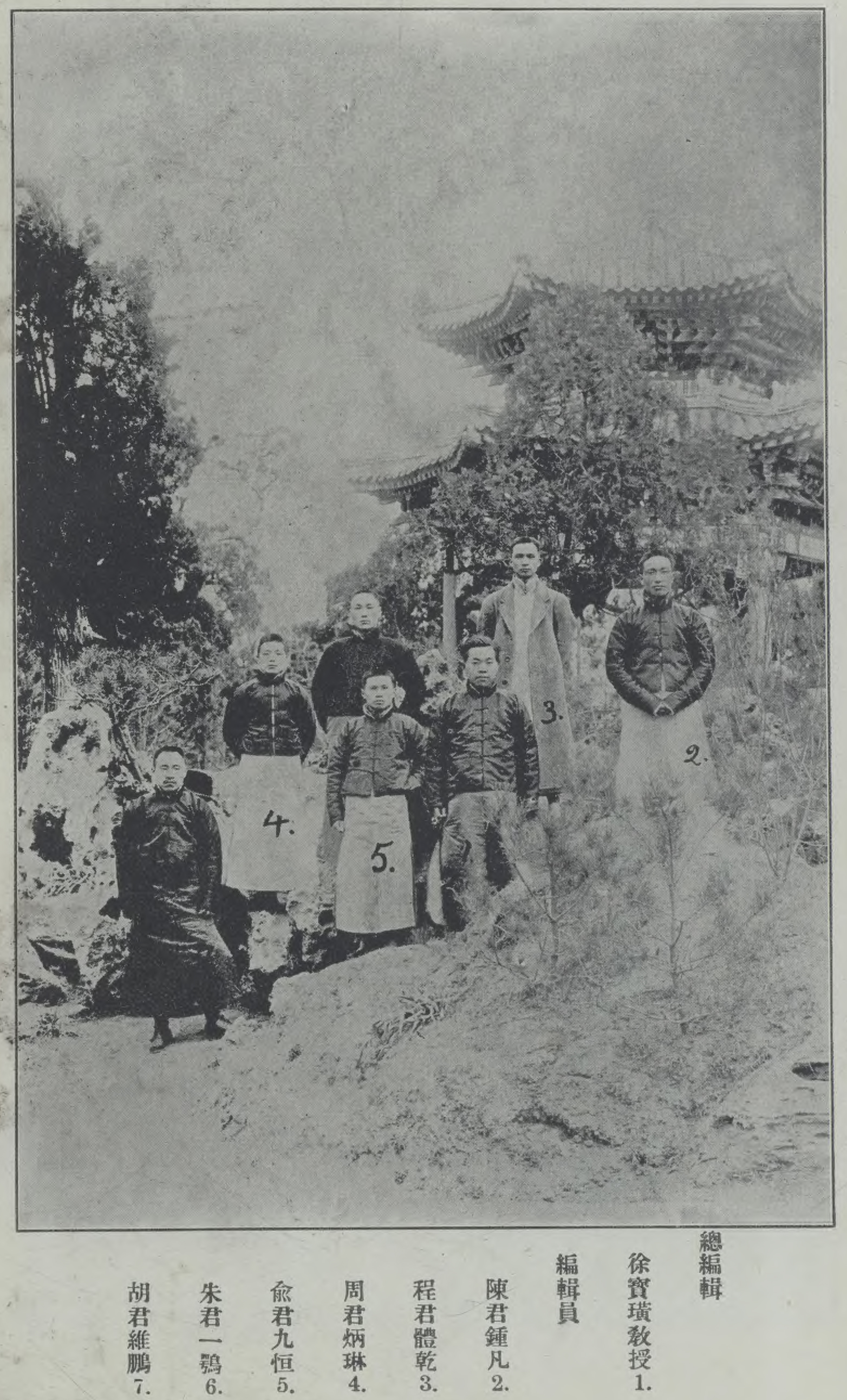
北京大學紀念冊編輯處同仁〔徐寶璜、陳鍾凡、程體乾、周炳琳、俞九恒、朱一鶚、胡維鵬〕

## 生平
1912年毕业于北京大学，后考取官费留美，于密歇根大学攻读经济学及新闻学科目。1916年回国，受北大校长蔡元培之聘，为北大文科教授、经济系主任、注册部主任，兼校长室秘书，并兼主《晨报》笔政。
1918年与蔡元培、邵飘萍等发起成立北京大学“新闻学研究会”，被推为主任、新闻学导师和会刊《新闻周刊》编辑主任，主持研究会的日常工作。同时，在北大课程上增设“报学”课，为政治系4年级选修课之一，由徐亲任教授，讲授新闻学基础知识，选修者达70人。1920年后，相继任教于北京民国大学、朝阳大学、中国大学、平民大学等四所大学，讲授新闻和经济方面的课程。
1930年6月1日，病逝于北平一家德国人开的医院，年仅37岁。遗著有《货币论》《新闻学》等。《新闻学》一书，是中国最早的新闻学专著，对当时的新闻学研究影响极大。

## 贡献及影响
徐宝璜提出了衡量新闻价值的三项原则：一是内容的重要性，内容愈重要价值愈高。二是新闻的时效性，他说新闻如鲜鱼，愈是新鲜价值愈高。三是新闻的距离性，他认为所注意和关心的新闻，首先是与个人关系较大、距离较近的事。
徐宝璜最早为新闻下了一个定义：“‘新闻’果为何物乎？余之答案如后：新闻者，乃多数阅者所注意之最近事实也。”他认为，报纸是社会的产物，所以受社会的支配。报纸是“社会之公共机关，”，应当让各方面的人都能以平等的地位在报上发表意见。报纸有移风易俗、惩恶励善的作用，报纸的职能是代表舆论、制造舆论、灌输知识、提倡道德和振兴商业。新闻的生命是真实。新闻的结构应采用“倒金字塔式”：先说最重要的事实，然后说次要的事实。
1918年，徐宝璜所著的《新闻学大意》出版（后在1919年正式出版，并更名为《新闻学》），是中国最早提出“新闻六要素”说的论著。“新闻六要素”即“5W+1H”理论，书中是这样阐述的：“新闻六要素，以新闻精采及数问题之简单答案组成之……至简单答复之问题，不出如下列之六种，即何事？何地？何时？何人？为何及如何？……此六问题，非须全答。其如有无关重要者则可不必答复。至其后，并无一定之次序，因六问题比较之重要，至不一定也，有时新闻之精彩，即为此六问题中答案之一”。
1918年10月14日，北京大学新闻学研究会的成立，标志着中国将新闻学作为一门学科进行研究的开端。该会还出版《新闻周刊》，1919年4月出版第一期，一共出版了三期。《北京大学日刊》评论道：《新闻周刊》“不仅为中国唯一传播新闻学识之报，且为中国首先采用横行式之报”。
徐宝璜在新闻学研究会讲授的内容虽然取材于美国，但结合中国当时的情况，有不少新见解。他的讲稿先后在《东方杂志》、《北京大学日刊》和《新中国》等刊物发表，后来又由北大出版部以新闻学研究会的名义，用《新闻学》书名出版发行。1930年，上海联合书局重新出版，列为新闻学丛书之一，更名为《新闻学纲要》。这是中国人编写的第一部新闻学著作。蔡元培在1919年11月15日为此书作序时称“在我国新闻界实为‘破天荒’之作”。邵飘萍在《京报》发表书评说：“《新闻学》以前，中国无专门研究新闻之书籍，有之自先生始，虽仅五、六万字，以言简赅精当，则无出其右者。在中国新闻学史上，有不可抹灭之价值”。
徐宝璜主张新闻采访要“有闻必查”，不能“有闻必录”，以讹传讹，更不能有意捏造。他还认为办报要有读者观念，写稿最好使用白话，加标点符号，文字应翔实、明瞭、简单。新闻结构要采用“倒金字塔式”。

## 新闻思想
徐宝璜的新闻思想包括：
- 一、一个新闻人首先必须是一个合格的自由主义者。在他看来，只有当新闻从业人员具备自由主义所要求的公共化和独立性职业品格，才能保证报纸真正具有公共化和独立性。
- 二、新闻代表舆论，他解释道：“新闻纸欲尽代表舆论之职，其边际应默察过敏多数对于各重要事之舆论，取其正当者，著论立说，代为发表之。言其所欲言而又不善言者，言其所欲言而又不敢言者，斯无愧矣。”
- 三、他认为，报纸是社会的公共事业，它与社会的政治、经济、教育、文化等有着重大的关系。
- 四、特别强调记者的道德品质修养。真实、公正、敏捷、勤勉、廉洁、知人守信、树立广告信用。

## 与北京大学新闻学研究会
1918年10月14日，“北京大学新闻研究会”正式成立。这是中国历史上第一个新闻学研究团体，也是中国新闻教育的发端。校长蔡元培为该会拟定了简章，“以研究新闻学理，增长新闻经验，以谋新闻事业之发展为宗旨”，主要目的是“灌输新闻知识，培养新闻人才”。1919年2月19日该会改名为“北京大学新闻学研究会”，宗旨也改为“研究新闻学理，增长新闻经验，以谋新闻事业之发展”，从培养从事实务的记者更多地转向学术研究。
“新闻学研究会”研究的主要内容包括新闻的范围、新闻采访、新闻编辑、新闻标题的制作、新闻通信法、报社与通讯社的组织。会长由蔡元培担任，由徐宝璜和著名记者邵飘萍任导师。每星期一、三、五晚上7-9点钟授课。
1919年10月16日，“新闻学研究会”举行第1期结业仪式，蔡元培在结业典礼上发表“训词”：“本校之有新闻学研究，于中国亦实为第一次。”会上蔡元培向参加听讲的55名会员颁发了证书，其中23人获听讲1年证书；毛泽东的名字出现在32名“得听讲半年之证书者”名单上，但因母亲生病，已从北平回到湖南，没有在现场领取结业证书。这些人大都积极参加了五四运动与新文化运动，及1920年3月发起的马克思主义研究会。其中的不少人先后加入了中国共产党与劳动组织书记部，如毛泽东、罗章龙、谭平山、陈公博、高君宇、杨晦、谭植棠等，是中国共产党最早的一批共产主义小组的成员。1936年，毛泽东同美国记者埃德加·斯诺谈话时回忆，在北大新闻学会里，“特别是邵飘萍，对我帮助很大。他是新闻学会的讲师，是一个自由主义者，一个具有热情理想和优良品质的人。1926年他被张作霖杀害了”；直到晚年，毛泽东还提起他是邵飘萍的学生。
徐宝璜把他在“新闻学研究会”上的讲义陆续发表在《北京大学日刊》上，接着又整理成《新闻学》一书于1919年12月出版。后来邵飘萍也把他的讲义整理成《实际应用新闻学》，由北京京报馆于1923年出版。这是中国人自己编写出版的最早的两本新闻学教材和新闻学著作。
“新闻学研究会”在历史上存在时间不长，第1期结业后，1919年10月下旬又办了第2期，直到1920年12月停止活动。前后共办了两期，大约存在2年零2个月的时间。

## 著作
- 《新闻学》（又名《新闻学大意》《新闻学纲要》）：1919年12月1日，由北京大学新闻学研究会出版，原是作者在北京大学教课的讲稿，经多次修改而成。这是中国第一本新闻学著作。蔡元培为其作序，称之为“在我国新闻界实为破天荒之作”。[9]

## 評價
蔡元培、戈公振等：“盖棺定论，（徐宝璜）先生是新闻教育第一位的大师、新闻学界最初的开山祖”；《新闻学》是中国人写的“新闻学的第一本书”，“在我国新闻界实为‘破天荒’之作”。